# Frans Kok
Frans Kok (* 1924; † März 2015) war ein niederländischer Fußballspieler.

## Sportlicher Werdegang
Kok  spielte ab 1942 für ADO Den Haag, für den der Torhüter bis 1959 insgesamt 266 Pflichtspiele bestritt. 1956 verpasste er mit der Mannschaft bei der Einführung des Profifußballs in den Niederlanden die Qualifikation für die Eredivisie, jedoch bereits 1957 stieg er mit dem Klub in die erste Liga auf. 1959 wechselte er zum Zweitligisten Holland Sport, bei dem er vier Jahre später seine aktive Laufbahn beendete. Später arbeitete er als Trainer im Amateurbereich bei der Reservemannschaft von ADO Den Haag, HSV Celeritas und VV Verburch.
Kurz vor seinem 91. Geburtstag verstarb Kok im Frühjahr 2015.